# Noticias24
Noticias24 es un medio de comunicación digital venezolano que se especializa en la difusión de noticias en tiempo real, con un enfoque en información nacional e internacional. Fundado en 2016, se ha convertido en una de las plataformas digitales más populares de Venezuela, reconocida por su cobertura amplia y su enfoque en noticias de actualidad, política, economía, deportes, entretenimiento y tecnología.

## Historia
Noticias24 fue creado en 2016 por un grupo de periodistas y emprendedores venezolanos con el objetivo de ofrecer una alternativa digital para la difusión de noticias en un momento en el que el consumo de información comenzaba a migrar hacia internet. Desde sus inicios, el medio se destacó por su enfoque en la inmediatez y la cobertura de eventos en tiempo real, lo que le permitió ganar una audiencia significativa en poco tiempo.
A lo largo de los años, Noticias24 ha ampliado su alcance, cubriendo no solo noticias nacionales, sino también eventos internacionales de relevancia. Su plataforma se ha adaptado a las tendencias digitales, incorporando herramientas multimedia, redes sociales y aplicaciones móviles para llegar a un público más amplio.

## Contenido y enfoque
Noticias24 se caracteriza por su estilo directo y su enfoque en la actualidad. El medio cubre una amplia gama de temas, incluyendo política, economía, deportes, entretenimiento, tecnología y cultura. Además, cuenta con secciones especializadas como "Noticias24 Carabobo", "Noticias24 Zulia" y otras, que ofrecen cobertura regional.
El sitio web también incluye columnas de opinión, análisis y entrevistas con figuras públicas, lo que le permite ofrecer una perspectiva más amplia sobre los temas de interés. Su equipo de redacción está compuesto por periodistas y colaboradores que trabajan para mantener a los lectores informados con noticias verificadas y actualizadas.